# Zasada tożsamości
Zasada (prawo) tożsamości, zasada (prawo) identyczności – relatywna zasada bytu głosząca, że każdy byt jest tym, czym jest, sformułowana po raz pierwszy przez Parmenidesa. Stanowi prawo logiczne w postaci dla klasycznego rachunku zdań głoszące, że {\displaystyle p\Longleftrightarrow p} (p wtedy i tylko wtedy, gdy p), w postaci dla klasycznego rachunku predykatów, że {\displaystyle x=x} (każdy przedmiot jest identyczny z samym sobą). Metafizyka klasyczna razem z zasadą sprzeczności i zasadą wyłączonego środka uznała zasadę tożsamości za jedno z pierwszych praw myśli i bytu. W nieco innych kontekstach filozoficznych zasada tożsamości miała znaczenie także dla filozofii nowożytnej, zwłaszcza dla Leibniza i filozofii identyczności Schellinga – w kontekstach tych nazywana jest częściej zasadą identyczności (por. identyczność przedmiotów nierozróżnialnych).

## Zasada tożsamości w metafizyce
Zasada tożsamości unaocznia stronę treściową bytu – to, że każdy byt jest rzeczą i posiada określoną, zdeterminowaną treść (jest określony co do treści). To, że jest rzeczą, nie znaczy, że jest czymś statycznym i nie podlega rozwojowi. Jego tożsamość ma więc charakter relatywny: byt pod względem treści może podlegać zmianom (np. człowiek rozwija się, lecz rzecz zachowuje swą tożsamość). Dla metafizyki klasycznej tożsamość o charakterze absolutnym charakteryzuje jedynie Boga.
Metafizyka klasyczna rozróżnia pojęcie rzeczy od pojęcia istoty. Rzecz to cały byt jako coś, co określone, zaś istota jest treścią dającą się zdefiniować, wyznacza swoiste cechy. Pojęcie rzeczy nie oznacza najszerszej formy bytu, na którą nakładają się formy bardziej szczegółowo zdeterminowane. Pojęcie rzeczy jest równoważne z bytem: byt jest rzeczą, rzecz jest bytem.